# Division Nord-Ouest de la LNH
La division Nord-Ouest de la Ligue nationale de hockey (LNH) (ou : section Nord-Ouest) est formée en 1998 et est une des 3 divisions de l'Association de l'Ouest à l'occasion de l'ajout des Predators de Nashville. Elle disparaît en 2013 à la suite de la réorganisation de la ligue.

## Évolution de la division
La division Nord-Ouest est une nouvelle division créée spécialement en 1998 en même temps que la division Sud-Est. Les quatre équipes de la première saison de la division viennent toutes de la division Pacifique : les Flames de Calgary, l'Avalanche du Colorado, les Oilers d'Edmonton et les Canucks de Vancouver. En 2000, le Wild du Minnesota intègre la LNH et la division Nord-Ouest. En 2013, à la suite de la modification du format de la LNH, la division disparaît.

## Champions de division
La liste ci-dessous reprend les équipes championnes de division :
Légende :
- Vainqueur de la Coupe Stanley
- Finaliste de la Coupe Stanley

| Saison  | Franchise                            | Bilan                                | Pts                                  | Résultats en playoffs |
| ------- | ------------------------------------ | ------------------------------------ | ------------------------------------ | --- |
| 1998-99 | Avalanche du Colorado                | 44-28-10                             | 98                                   | Victoire - Quarts de finale de conférence Ouest (Sharks) 4-2 Victoire - Demi-finale de conférence Ouest (Red Wings) 4-2 Défaite - Finale de conférence Ouest (Stars) 4-3                                            |
| 1999-00 | Avalanche du Colorado                | 42-28-11-1                           | 98                                   | Victoire - Quarts de finale de conférence Ouest (Coyotes) 4-1 Victoire - Demi-finale de conférence Ouest (Red Wings) 4-1 Défaite - Finale de conférence Ouest (Stars) 4-3                                           |
| 2000-01 | Avalanche du Colorado                | 52-16-10-4                           | 118                                  | Victoire - Quarts de finale de conférence Ouest (Canucks) 4-0 Victoire - Demi-finale de conférence Ouest (Kings) 4-3 Victoire - Finale de conférence Ouest (Blues) 4-1 Victoire - Coupe Stanley (Devils) 4-3        |
| 2001-02 | Avalanche du Colorado                | 45-28-8-1                            | 99                                   | Victoire - Quarts de finale de conférence Ouest (Kings) 4-3 Victoire - Demi-finale de conférence Ouest (Sharks) 4-3 Défaite - Finale de conférence Ouest (Red Wings) 4-3                                            |
| 2002-03 | Avalanche du Colorado                | 42-19-13-8                           | 105                                  | Défaite - Quarts de finale de conférence Ouest (Wild) 4-3 |
| 2003-04 | Canucks de Vancouver                 | 43-24-10-5                           | 101                                  | Défaite - Quarts de finale de conférence Ouest (Flames) 4-3 |
| 2004-05 | Saison annulée en raison du lock-out | Saison annulée en raison du lock-out | Saison annulée en raison du lock-out | Saison annulée en raison du lock-out |
| 2005-06 | Flames de Calgary                    | 46-25-11                             | 103                                  | Défaite - Quarts de finale de conférence Ouest (Mighty Ducks) 4-3 |
| 2006-07 | Canucks de Vancouver                 | 49-26-7                              | 105                                  | Victoire - Quarts de finale de conférence Ouest (Stars) 4-3 Défaite - Demi-finale de conférence Ouest (Mighty Ducks) 4-1                                                                                            |
| 2007-08 | Wild du Minnesota                    | 44-28-10                             | 98                                   | Défaite - Quarts de finale de conférence Ouest (Avalanche) 4-2 |
| 2008-09 | Canucks de Vancouver                 | 45-27-10                             | 100                                  | Victoire - Quarts de finale de conférence Ouest (Blues) 4-0 Défaite - Demi-finale de conférence Ouest (Blackhawks) 4-2                                                                                              |
| 2009-10 | Canucks de Vancouver                 | 49-28-5                              | 103                                  | Victoire - Quarts de finale de conférence Ouest (Kings) 4-2 Défaite - Demi-finale de conférence Ouest (Blackhawks) 4-2                                                                                              |
| 2010-11 | Canucks de Vancouver                 | 54-19-9                              | 117                                  | Victoire - Quarts de finale de conférence Ouest (Blackhawks) 4-3 Victoire - Demi-finale de conférence Ouest (Predators) 4-2 Victoire - Finale de conférence Ouest (Sharks) 4-1 Défaite - Coupe Stanley (Bruins) 4-3 |
| 2011-12 | Canucks de Vancouver                 | 51-22-9                              | 111                                  | Défaite - Quarts de finale de conférence Ouest (Kings) 4-1 |
| 2012-13 | Canucks de Vancouver                 | 26-15-7                              | 59                                   | Défaite - Quarts de finale de conférence Ouest (Sharks) 4-0 |

## Résultats saison par saison
Légende :
- Vainqueur de la Coupe Stanley
- Finaliste de la Coupe Stanley
- Qualifié pour les séries éliminatoires
- (x) : Classement (seed) dans la conférence en fin de saison
- CP : Vainqueur de la Coupe du Président

| Saison  | Bilan des équipes                    | Bilan des équipes                    | Bilan des équipes                    | Bilan des équipes                    | Bilan des équipes                    |
| ------- | ------------------------------------ | ------------------------------------ | ------------------------------------ | ------------------------------------ | ------------------------------------ |
| Saison  | 1er                                  | 2e                                   | 3e                                   | 4e                                   | 5e                                   |
| 1998-99 | (2) Colorado (98)                    | (8) Edmonton (78)                    | Calgary (72)                         | Vancouver (58)                       |                                      |
| 1999-00 | (3) Colorado (96)                    | (7) Edmonton (88)                    | Vancouver (83)                       | Calgary (77)                         |                                      |
| 2000-01 | (1) Colorado CP (118)                | (6) Edmonton (93)                    | (8) Vancouver (90)                   | Calgary (73)                         | Minnesota (68)                       |
| 2001-02 | (2) Colorado (99)                    | (8) Vancouver (94)                   | Edmonton (92)                        | Calgary (79)                         | Minnesota (73)                       |
| 2002-03 | (3) Colorado (105)                   | (4) Vancouver (104)                  | (6) Minnesota (95)                   | (8) Edmonton (92)                    | Calgary (75)                         |
| 2003-04 | (3) Vancouver (101)                  | (4) Colorado (100)                   | (6) Calgary (94)                     | Edmonton (89)                        | Minnesota (83)                       |
| 2004-05 | Saison annulée en raison du lock-out | Saison annulée en raison du lock-out | Saison annulée en raison du lock-out | Saison annulée en raison du lock-out | Saison annulée en raison du lock-out |
| 2005-06 | (3) Calgary (103)                    | (7) Colorado (95)                    | (8) Edmonton (95)                    | Vancouver (92)                       | Minnesota (84)                       |
| 2006-07 | (3) Vancouver (105)                  | (7) Minnesota (104)                  | (8) Calgary (96)                     | Colorado (95)                        | Edmonton (71)                        |
| 2007-08 | (3) Minnesota (98)                   | (6) Colorado (95)                    | (7) Calgary (94)                     | Edmonton (88)                        | Vancouver (88)                       |
| 2008-09 | (3) Vancouver (100)                  | (5) Calgary (98)                     | Minnesota (89)                       | Edmonton (85)                        | Colorado (69)                        |
| 2009-10 | (3) Vancouver (103)                  | (8) Colorado (95)                    | Calgary (90)                         | Minnesota (84)                       | Edmonton (62)                        |
| 2010-11 | (1) Vancouver CP (117)               | Calgary (94)                         | Minnesota (86)                       | Colorado (68)                        | Edmonton (62)                        |
| 2011-12 | (1) Vancouver CP (111)               | Calgary (90)                         | Colorado (88)                        | Minnesota (81)                       | Edmonton (74)                        |
| 2012-13 | (3) Vancouver (59)                   | (8) Minnesota (55)                   | Edmonton (45)                        | Calgary (42)                         | Colorado (39)                        |

## Vainqueur de la Coupe Stanley
- 2001 - Avalanche du Colorado

## Vainqueur de la Coupe du Président
- 2001 - Avalanche du Colorado
- 2011 - Canucks de Vancouver
- 2012 - Canucks de Vancouver

## Liste des équipes vainqueur de la Division Nord-Ouest
| Franchise             | Titres | Dernier titre | Années                                   |
| --------------------- | ------ | ------------- | ---------------------------------------- |
| Canucks de Vancouver  | 7      | 2013          | 2004, 2007, 2009, 2010, 2011, 2012, 2013 |
| Avalanche du Colorado | 5      | 2003          | 1999, 2000, 2001, 2002, 2003             |
| Flames de Calgary     | 1      | 2066          | 2006                                     |
| Wild du Minnesota     | 1      | 2008          | 2008                                     |